# Erl (Tirol)
Erl este un oraș în Austria.